# The Limping Man
Pour plus de détails, voir Fiche technique et Distribution.
The Limping Man est un film britannique réalisé par Cy Endfield, sorti en 1953, avec Lloyd Bridges, Moira Lister, Leslie Phillips et Alan Wheatley (en) dans les rôles principaux. Il s'agit d'une adaptation du roman policier Death on the Tideway du romancier britannique Anthony Verney. 

## Synopsis
Vétéran de la Seconde Guerre mondiale, Frank Prior (Lloyd Bridges) rentre à Londres. Il doit y retrouver une ancienne amie, l'actrice Pauline French (Moira Lister).  À l'aéroport, Prior assiste à un assassinat, l'homme à côté de lui étant tué par un tireur embusqué. 
Il rencontre l'inspecteur Braddock (Alan Wheatley (en)) et le détective Cameron (Leslie Phillips) et découvre que l'homme décédé était mêlé à des affaires louches et que son amie est potentiellement impliquée.

## Fiche technique
- Titre original : The Limping Man
- Réalisation : Cy Endfield
- Scénario : Reginald Long (en) et Ian Stuart Black d’après le roman Death on the Tideway d'Anthony Verney
- Direction artistique : Cedric Dawe
- Photographie : Jonah Jones
- Montage : Stanley Willis
- Musique : Arthur Wilkinson (en) et Eric Robinson
- Production : Donald Ginsberg
- Société de production : Banner Films
- Pays d'origine : Royaume-Uni
- Langue : Anglais
- Genre cinématographique : Film noir, film policier
- Durée : 76 minutes
- Date de sortie : Royaume-Uni : novembre 1953

## Distribution
- Lloyd Bridges : Frank Prior
- Moira Lister : Pauline French
- Alan Wheatley (en) : inspecteur Braddock
- Leslie Phillips : détective Cameron
- Hélène Cordet : Helene Castle
- André van Gyseghem (en) : George
- Tom Gill (en) : le metteur en scène
- Bruce Beeby (en) : Kendal Brown
- Rachel Roberts : la barmaid
- Lionel Blair (en) : un danseur
- Robert Harbin (en) : Harper LeStrade, le magicien
- Jean Marsh : la fille du propriétaire
- Marjorie Hume : la propriétaire

## À noter
- Une partie du film fut tournée dans les studios de la Merton Park Studios (en) à Londres en Angleterre.
- Il s'agit d'une adaptation du roman policier Death on the Tideway du romancier britannique Anthony Verney.